# Фридрих Крафт фон Хоенлое-Йоринген
Фридрих Крафт фон Хоенлое-Йоринген (на немски: Friedrich Kraft von Hohenlohe-Oehringen; * 22 февруари 1667, Йоринген; † 23 август 1709, Вайкерсхайм) е граф на Хоенлое в Йоринген.

## Биография
Той е най-възрастният син на граф Йохан Фридрих I фон Хоенлое-Йоринген (1617 – 1702) и принцеса Луиза Амьона фон Шлезвиг-Холщайн-Норбург (1642– 1685), дъщеря на херцог Фридрих фон Шлезвиг-Холщайн-Норбург.
Фридрих Крафт се жени на 29 септември 1695 г. във Фюрстенау за графиня Христина Елизабет фон Ербах-Фюрстенау (* 6 ноември 1673, Валденбург; † 24 февруари 1734, Пфеделбах), дъщеря на граф Георг Албрехт II фон Ербах-Фюрстенау (1648 – 1717) и графиня Анна Доротея Христина фон Хоенлое-Валденбург (1656 – 1724). Те нямат деца.
Фридрих Крафт умира бездетен на 23 август 1709 г. във Вайкерсхайм.